# Urszula Marciniec-Mazur
Urszula Marciniec-Mazur – polska instrumentalistka, profesor sztuk muzycznych.

## Życiorys
Studiowała instrumentalistykę w Akademii Muzycznej im. Karola Lipińskiego we Wrocławiu. W 2014 uzyskała tytuł profesora sztuk muzycznych. Pracuje w Akademii Muzycznej im. Karola Lipińskiego we Wrocławiu.

## Odznaczenia
- 2019: Złoty Medal za Długoletnią Służbę[3]
- 2013: Medal Komisji Edukacji Narodowej[3]
- 2011: Złoty Krzyż Zasługi[5]